# Borilov sinodik
Borilov sinodik ali Borilova knjiga (bolgarsko  Борѝлов синодик, Borilov sinodik), ki se bere prvo nedeljo velikega posta,  je uradni dokument bolgarskega patriarhata in eno od redkih ohranjenih knjižnih del, pisanih v srednjebolgarskem jeziku  13.-14. stoletja. Sinodik  je pomemben vir podatkov tako za zgodovino Drugega bolgarskega cesarstva kot za zgodovino bolgarskega jezika v tistem obdobju.

## Nastanek in vsebina
Sinodik je nastal zaradi potrebe po dokumentiranju odločitev sinode Bolgarske pravoslavne cerkve, ki jo je v  Tǎrnovem leta 1211 sklical bolgarski cesar Boril. Glavni namen sinode je bil obsoditi bogomilstvo. S  sodelovanjem cesarja Borila so se »odpovedali lažnemu nauku bogomilov in ga prekleli kot krivoverstvo« in sklenili, da se morajo bogomili spreobrniti v pravoslavje, sicer bodo izgnani iz države. 
Na cesarjev ukaz so  v bolgarščino prevedli grški Sinodikon v tednu pravoslavja iz leta 843, ki je vseboval predstavitev in prekletstvo različnih starih herezij, razširjenih v Bizantinskem cesarstvu. Bolgarskemu prevodu Sinodika so dodali poglavje, ki je govorilo o sinodi v Tǎrnovem leta 1211.
Po letu 1235 so na pobudo  cesarja Ivana Asena II. Sinodiku dodali poglavja O ponovni vzpostavitvi neodvisnega bolgarskega patriarhata, Večen spomin na številne bolgarskih cesarje, cesarice, patriarhe, metropolite, sebastokratorje, despote , ugledne bojarje in cesarjeve služabnike, in  Seznam preslavskih in tarnovskih patriarhov in metropolitov. Zadnji zapis je s konca 14. stoletja. Domneva se, da je zadnja redakcija Sinodika delo patriarha Evfemija.

## Širjenje in prepisovanje
Po padcu Tǎrnovega leta 1393 se je Sinodik carja Borila prenesel v Srbijo in se začel širiti po Srbiji, Moldaviji in Rusiji. Po njegovem zgledu sta bila napisana srbski in ruski sinodik.  
Izvirnik Borilovega sinodika se ni ohranil. Obstajata dva prepisa, znana kot Palauzovski in Drinovski, ki sta dobila ime po svojih odkriteljih Spiridonu Palauzovu in Marinu Drinovu. Oba se hranita v Narodni knjižnici svetega Cirila in Metoda v Sofiji.

## Sklic
1. ↑   F.I. Uspenski. Синодик в Неделю Православия: Сводный текст с приложениями. Odesa, 1893.

## Vira
- Божилов И., Тотоманова А., Билярски И. Борилов синодик — издание и превод. София: ПАМ Пъблишинг Къмпани, 2012, str. 388.
- Държава и църква през ХIII век. Преписка на българите с папа Инокентий III. Синодик на цар Борил. Славянска библиотека. Серия Slavia Orthodoxa. София, 1999, str. 97—105.